# 원피스 해적무쌍
《원피스 해적무쌍》(일본어: ワンピース 海賊無双)은 오메가 포스가 개발하고 반다이 남코 엔터테인먼트가 배급하는 일본의 액션 비디오 게임 시리즈이다. 오다 에이치로의 만화 《원피스》를 원작으로 하며, 《무쌍 시리즈》의 요소를 결합하였다. 원피스의 게임 중 가장 성공한 게임 시리즈이다.

## 시리즈 목록
| 2012 | 원피스 해적무쌍   |
| 2013 | 원피스 해적무쌍 2 |
| 2014 |                   |
| 2015 | 원피스 해적무쌍 3 |
| 2016 |                   |
| 2017 |                   |
| 2018 |                   |
| 2019 |                   |
| 2020 | 원피스 해적무쌍 4 |

- 《원피스 해적무쌍》 (2012)
- 《원피스 해적무쌍 2》 (2013)
- 《원피스 해적무쌍 3》 (2015)
- 《원피스 해적무쌍 4》 (2020)